# Commutatief diagram
In de wiskunde en vooral in de categorietheorie is een commutatief diagram een diagram van objecten, ook wel bekend als hoekpunten (vertices), en van morfismen, ook bekend als pijlen of randen, zodanig dat wanneer er twee objecten worden geselecteerd elk gericht pad door het diagram door samenstelling tot hetzelfde resultaat leidt. Commutatieve diagrammen spelen dezelfde rol in de categorietheorie die vergelijkingen spelen in de algebra.

## Voorbeelden
De eerste isomorfismestelling wordt hieronder in een commutatieve driehoek weergegeven: 
Dit diagram commuteert dan en slechts dan als {\displaystyle f=\iota \circ \pi }. De dubbele pijl geeft aan dat {\displaystyle \pi \,} surjectief is en de gehoekte staart geeft aan dat {\displaystyle \iota } injectief is.
Op dezelfde wijze commuteert het bovenstaande vierkant dan en slechts dan als {\displaystyle h\circ f=k\circ g}.

### Symbolen
In teksten over algebra wordt de aard van een morfisme aangeduid door de verschillende manieren waarop pijlen worden gebruikt: monomorfismen worden als een {\displaystyle \hookrightarrow }, epimorfismen als een {\displaystyle \twoheadrightarrow } en isomorfismen als een {\displaystyle \Rightarrow } afgebeeld. Deze afbeeldingswijze is zo gebruikelijk dat in voetnoten vaak geen uitleg wordt geven over de betekenis van deze verschillende pijlen. 

## Verifiëren van de commutativiteit
Commutativiteit is zinvol voor een veelhoek met een eindig aantal zijden (ook als het er maar 1 of 2 zijn), en een diagram is commutatief als elk veelhoekige subdiagram commutatief is. 

## Diagramjagen
Diagramjagen (Engels: diagram chasing) is een wiskundige bewijsmethode die vooral in de homologische algebra wordt gebruikt. In een bewijs door diagramjagen worden formele eigenschappen van een diagram gebruikt, bijvoorbeeld of een afbeelding injectief of surjectief is. Er wordt een syllogisme geconstrueerd, waarvan de grafische weergave van het diagram een visueel hulpmiddel is. De clou zit hem erin dat men de elementen door het diagram heen "jaagt", totdat het gewenste element of resultaat daadwerkelijk is geconstrueerd of geverifieerd. 
Voorbeelden van bewijzen die typisch door diagramjagen kunnen worden uitgevoerd zijn de bewijzen voor het vijflemma, het slangenlemma, het zigzaglemma en het negenlemma.